# ベン (コメディアン)
ベン（Ben、1979年6月20日 - ）は、フランスの俳優、コメディアン。

## 出演作品
- ある朝突然、スーパースター Superstar (2012) - アルバン